# Медоуз, Тим
Ти́моти Ме́доуз (англ. Timothy "Tim" Meadows, род. 5 февраля 1961) — американский актёр и комик, наиболее известен как один из участников Saturday Night Live, где он работал в течение десяти сезонов (1991—2000).

## Биография
Родился в Хайленд-Парке (штат Мичиган) в небогатой семье уличного уборщика и медсестры. Окончил Университет Уэйна, факультет радио и телевидения.
С июля 1997 по 2002 год был женат на Мишель Тейлор. От этого брака у Тима и Мишель двое детей.